# Bensalem Guessous
Bensalem Guessous  (Fès, 1919 - 12 janvier 1991) est pharmacien et homme politique marocain,

## Son parcours

### Ses études
Il se rend en France pour poursuivre ses études à la Faculté de Pharmacie de l'Université de Strasbourg, où il obtient son diplôme de pharmacien en 1947.

### le retour au pays
Il ouvre la première pharmacie moderne supervisée par un pharmacien marocain à Fès.
Il milite au sein du Parti de l'Istiqlal et élu en 1948 au conseil municipal de Fès.
Après l'exil du sultan Mohammed ben Yousef, il fut kidnappé par les autorités françaises de décembre 1953 à mai 1954.

#### Après l'indépendance
Entre 1956 et 1960, il occupe plusieurs postes, dont :
- Président du Comité Economique du Conseil Consultatif National
- Membre du Conseil du Plan en sa qualité de Président du Conseil National de la Pharmacie[3].
- Président de la Chambre de Commerce et d'Industrie de Fès
- Représentant du gouvernement auprès de la Compagnie d'énergie électrique et de la Compagnie des chemins de fer.

En 1961, le roi Mohammed V le nomme gouverneur de la ville de Fès,.

##### Sous le règne du roi Hassan II
Il a occupé plusieurs postes, notamment :
- Gouverneur de la ville de Tanger en 1962.
- Ministre des Travaux publics dans le Conseil Hassan II 3 succédant à Mohamed Benhima du 5 janvier au 13 novembre 1963[6],[7].
- Ambassadeur du Maroc auprès du Benelux et de la Communauté économique européenne du 13 novembre 1963 à octobre 1972, succédant à Abdelkader Benslimane, où il dirigea les négociations de l'accord d'association avec cette dernière à Rabat le 31 mars 1969[8].
- Ministre des Finances lors du gouvernement Osman I du 20 novembre 1972 au 25 avril 1974 succédant à Mustapha Faris[9],[10],[11],[12].
- Président Directeur Général de la Société Nationale d'Investissement jusqu'en 1978
- Président de la Caisse interprofessionnelle marocaine de retraites depuis 1977
- Président de la Confédération générale des entreprises du Maroc de 1985 à 1988.

## Décès
Il est décédé le mercredi 12 janvier 1991.